# Old Crow Medicine Show
Old Crow Medicine Show är en amerikansk musikgrupp, bildad 1998 i New York.
Via North Carolina omlokaliserades bandet så småningom till Nashville, där man 2003 fick kontrakt med skivbolaget Nettwerk. De gav 2004 ut fjärde albumet Old Crow Medicine Show, som producerades av David Rawlings. Banduppsättningen på albumet bestod av Critter Fuqua (banjo, gitarr, sång), Kevin Hayes (gitarr), Morgan Jahnig (ståbas), Ketcham Secor (banjo, fiol, munspel, sång) och Willie Watson (banjo, gitarr, sång). 
Uppföljaren Big Iron World gavs ut 2006 och producerades även den av Rawlings. På sitt sjätte album, Tennessee Pusher (2008), bytte bandet producent till Don Was. Den 17 juli 2012 släpptes det sjunde albumet Carry Me Back producerat av Ted Hutt. 2015 vann gruppen en Grammy för albumet Remedy i kategorin Best Folk Album.

## Medlemmar

### Nuvarande medlemmar
- Critter Fuqua – banjo, resonator gitarr, guitjo, gitarr, dragspel, slagverk, sång
- Kevin Hayes – guitjo, gitarr, sång
- Morgan Jahnig – ståbas, slagverk, sång
- Gill Landry – banjo, pedal steel guitar, dobro, gitarr, resonator gitarr, ståbas, slagverk, dragspel, sång
- Chance McCoy – violin, gitarr, banjo, mandolin, sång
- Ketch Secor – violin, munspel, banjo, gitarr, bajo sexto, mandolin, sång
- Cory Younts - mandolin, gitarr, trummor, slagverk, keyboard, munspel, munharpa, sång

### Tidigare medlemmar
- Ben Gould – ståbas
- Matt Kinman – mandolin, sång
- Willie Watson – gitarr, banjo, violin, slagverk, munspel, sång

## Diskografi

### Studioalbum
- 2000 – Greetings from Wawa
- 2001 – Eutaw
- 2003 – "Live"
- 2004 – Old Crow Medicine Show
- 2006 – Big Iron World
- 2008 – Tennessee Pusher
- 2012 – Carry Me Back
- 2014 – Remedy